# Comuna Artelearșciîna, Zinkiv
Artelearșciîna (în ucraineană Артелярщина) este o comună în raionul Zinkiv, regiunea Poltava, Ucraina, formată din satele Artelearșciîna (reședința), Budkî și Lahodî.

## Demografie
Componența lingvistică a comunei Artelearșciîna
     Ucraineană (99,35%)
     Alte limbi (0,65%)
Conform recensământului din 2001, majoritatea populației comunei Artelearșciîna era vorbitoare de ucraineană (99,35%), existând în minoritate și vorbitori de alte limbi.